# Brobyggarbröderna
Brobyggarbröderna (franska: Frères pontifes, latin: Fratres pontifices) var ett kristet brödraskap i södra Frankrike, vilket anlade och underhöll broar, färjor, vägar och härbärgen till hjälp och vård för pilgrimer och andra vägfarande.
Enligt sägnen bildades brödraskapet i kraft av en uppenbarelse, som en herde i trakten av Avignon hade fått, och fick sina stadgar stadfästa av påven Klemens III 1189. Brödraskapet bar en vit klädedräkt med två brobågar och en hacka på bröstet. Det upplöstes omkring 1460 av Pius II efter att ha urartat betänkligt.